# Liste des Premiers ministres de Guinée
Le Premier ministre de Guinée, fonction créée en 1972, est nommé par le président de la République. Son pouvoir constitutionnel est assez restreint.

## Liste des Premiers ministres
| Nom                     | Début du mandat  | Fin du mandat    |
| ----------------------- | ---------------- | ---------------- |
| Louis Beavogui          | 26 avril 1972    | 3 avril 1984     |
| Diarra Traoré           | 5 avril 1984     | 18 décembre 1984 |
| Poste aboli             |                  |                  |
| Sidya Touré             | 9 juillet 1996   | 8 mars 1999      |
| Lamine Sidimé           | 8 mars 1999      | 23 février 2004  |
| François Louceny Fall   | 23 février 2004  | 30 avril 2004    |
| Poste vacant            |                  |                  |
| Cellou Dalein Diallo    | 9 décembre 2004  | 5 avril 2006     |
| Poste vacant            |                  |                  |
| Eugène Camara           | 9 février 2007   | 1er mars 2007    |
| Lansana Kouyaté         | 1er mars 2007    | 20 mai 2008      |
| Ahmed Tidiane Souaré    | 20 mai 2008      | 24 décembre 2008 |
| Kabiné Komara           | 30 décembre 2008 | 26 janvier 2010  |
| Jean-Marie Doré         | 26 janvier 2010  | 24 décembre 2010 |
| Mohamed Saïd Fofana     | 24 décembre 2010 | 26 décembre 2015 |
| Mamady Youla            | 26 décembre 2015 | 21 mai 2018      |
| Ibrahima Kassory Fofana | 21 mai 2018      | 5 septembre 2021 |
| Poste vacant            |                  |                  |
| Mohamed Béavogui        | 6 octobre 2021   | 20 août 2022     |
| Bernard Goumou          | 20 août 2022     | 19 février 2024  |
| Bah Oury                | 29 février 2024  | En cours         |